# Pachycerosia lutulenta
Pachycerosia lutulenta là một loài bướm đêm thuộc phân họ Arctiinae, họ Erebidae.